# 南屯聖維雅內堂
24°08′28.72″N 120°38′06.04″E / 24.1413111°N 120.6350111°E
南屯聖維雅內堂（通稱南屯天主堂）是一座位於臺灣台中市南屯區，屬於天主教台中教區臺中市第一總鐸區的教堂。堂區開設於1963年。其因2004年被納入鄰近的永春自辦市地重劃區，衍生出一系列的自辦市地重劃爭議而被台灣社會關注。

## 歷史

### 建立教堂
美國籍的瑪利諾會范賦理神父（Delos Humphrey, MM）得到美國彭阿良家族的捐助，在南屯購得上千坪土地，在此建立堂區，除了建設幼稚園、神父宿舍、修女院等設施之外，並以此地為中心展開大規模的傳教活動。至1975年，瑪利諾會決議將南屯堂區轉交台中教區自理。現任本堂神父為台灣籍的徐世昭神父。

### 土地重劃爭議
2004年，南屯天主堂一帶的地主成立「台中市永春自辦市地重劃會」，進行自辦土地重劃，並於2007年經台中市政府核可。南屯天主堂雖表示無意參與，且產權獨立完整，在法律上沒有土地重劃的必要，仍被重劃會自行納入重劃區之內；按照此規劃，教堂本體雖保留，教堂原有1,316坪的土地仍會被劃走658坪以供建商興建房屋使用，而地上物拆除後的賠償金僅約新台幣300萬元。台中教區原規劃在南屯天主堂土地內興建宗教園區，但被納入重劃後，受到容積率與建蔽率的影響，土地需求反而不足；而重劃會只答應超配20%的土地，但南屯天主堂需繳交差額地價約新台幣2,800萬元；而該重劃案的重劃會，更疑似被建商操控。
經過高福南神父與堂區教友的長期抗爭與陳情，加上2012年4月爆發的文林苑都更案影響，南屯天主堂的土地重劃爭議漸被台灣媒體與大眾重視，被稱為文林苑案的翻版。南屯天主堂與台中教區除了向台中市政府遞交抗議書外，也在2012年5月26日在台中市區舉辦遊行，以向建商和政府表達強烈的不滿。經過一連串的抗爭活動後，台中市政府已表示將協助保留南屯天主堂，但仍繼續爭取堂區建築都不劃入重劃區方向努力。

## 外部連結
- 南屯天主堂官方網站 （页面存档备份，存于）
- 南屯天主堂官方Facebook專頁
- 台中教區南屯天主堂土地爭議案公告區